# Raposa Branca (Marvel Comics)
Raposa Branca (no original White Fox) é uma heroína sul-coreana da Marvel Comics,que aparece frequentemente na Webtoon chamada de Avengers:Electric Rain seu nome civil é Ami Han,ela também é chamada de Raposa Patreada.

## História

### Criação
Raposa Branca foi criada pelo artista coreano Young Hoon Ko, e é inspirada no mito coreano de uma raposa de nove rabos. Ela tem aparecido com frequencias em Avengers Electric Rain,A personagem foi concebida por Ko, que trouxe a ideia à Marvel. A editora então fez algumas alterações antes de aceitar a inclusão da heroína no desenho. Com uma recepção positiva e um grande aumento na sua popularidade da Raposa Branca na Coréia, A Marvel Comics resolveu inclui-la a personagem no Universo Marvel dos quadrinhos o principal, o 616. O nono capítulo de Electric Rain revelou as origens.

### Origem
Ami Han é uma Agente sul-coreana do serviço de inteligência da Coreia do Sul,otima agente em combate além de ser a ultima Kumiho,uma espécie de raposa mística de nove Caldas baseado em uma lenda do leste asiático.

### Equipes
Além do Serviço de inteligência da Coreia do Sul e dos Vingadores,Ami Han também está na nova formção dos Agentes de Atlas

## Poderes e Habilidades
Além de uma otima combatente corpo a corpo ela tem garras assassinas, mimetismo, poderes divinos, hipnose e manipulação induzida por voz

## Outras Midias
Foi incluída no Jogo Marvel Future Fight juntamente com outras heroínas de origem sul-coreana.